# Ginnastica ritmica ai XXII Giochi del Commonwealth
Le competizioni di ginnastica ritmica ai XXII Giochi del Commonwealth si sono svolte dal 3 al 6 agosto 2022.

## Podi
| Evento                 | Oro                        | Argento            | Bronzo                     |
| Gara a squadre         | Canada                     | Australia          | Inghilterra                |
| All-Around individuale | Marfa Ekimova              | Anna Sokolova      | Alexandra Kiroi-Bogatyreva |
| Cerchio                | Gemma Frizelle             | Anna Sokolova      | Carmel Kallemaa            |
| Palla                  | Ng Joe Ee                  | Suzanna Shahbazian | Anna Sokolova              |
| Clavette               | Alexandra Kiroi-Bogatyreva | Carmel Kallemaa    | Izzah Amzan                |
| Nastro                 | Ng Joe Ee                  | Louise Christie    | Carmel Kallemaa            |